# 曹日昌
曹日昌（1911年—1969年），生于河北省束鹿县。1935年畢業於清華大學心理學系，1948年畢業於劍橋大學心理學系哲學博士。他使用辩证唯物论研究心理學，領導中國心理學的發展，是中國心理學奠基人之一。其後，於文革期間（1969年）逝世。

## 出生背景
1911年1月11日，曹日昌出生。雖然其父親在鄉村可寫春聯、書信，甚至計算田畝帳目，但他僅僅是讀了三年書。曹父對自己讀書少深感遺憾，對自己只能終身耕田感到不甘心。有見及此，曹父對曹日昌的學業格外緊張，總是鼓勵他努力讀書，擺脫終身耕田的宿命。

## 學歷
1918年曹日昌入本村初級小學，後入寧晉縣北圈村高級小學，學習非常努力。 
1925 年考入河北省冀縣中學，在中學的後兩年受 到兩位教師的影響。一位是國文教師，他們經常向學生介紹新文藝，如葉紹鈞、謝冰心的作品等，因受其影響曹日昌曾立志要做文學家，閱讀了不少文學作品。另一位是歷史教 師，常向學生講些中國要革命的道理，這也 深深影響了曹日昌。
1929年中學畢業他考 入北平師範大學，預科兩年，愛好文學並愛好上心理學。這時，他和同學一起合辦了
《芳草》小刊物。 1931年升任大學教育系。
1932－1935年曹日昌由北平師範大學轉學至 清華大學 心理系學習，他發奮讀書，除上課外即在實驗室。主要進行關於心算問題的試驗研究。還在教他心理學的老師
周先庚教授示意下，曾經對農村心理學進行了
研究，寫出了「農村運動心理學」一文，於
1934年發表。
1943年考取庚款留英，1945年11月到達英國進了劍橋大學心理學係做研究生，一心讀書和研究，三年後 （1948年）順利地通過博士論文考試。他的博士論文是「學習與記憶中的時間間隔」。

## 資料來源
1. 1 2  赵, 莉如. . 中國北京市. 2011.
2. 1 2  . 百度百科. 2020  [2024-05-28]. （原始内容存档于2024-05-28）.